# Nokia N95
El Nokia N95 es un teléfono inteligente de la serie N de Nokia presentado en septiembre de 2006 y lanzado a mediados de marzo de 2007, con un precio sobre los €600, US$1000, £500 inc. IVA. Se basa en el software del paquete 1 de la tercera edición S60 sistema operativo Symbian (v9.2) y es particularmente significativo para ser el primer HSDPA de Nokia. 
Nokia anunció que el N95 se empezó a comercializar en los mercados europeos, asiáticos y medio-orientales dominantes.
Es considerado el primer teléfono inteligente moderno en la historia. Aunque se podría considerar al primer iPhone como el primero en esta categoría, en cuanto a características de hardware y software este modelo de Nokia sería uno de los primeros en tener cámara frontal, por ejemplo, entre otras características propias de los teléfonos inteligentes actuales, tales como el GPS. Aunque con la carencia de una pantalla touchscreen o táctil y dependiendo todavía de las teclas físicas para su navegación.

## Características

### Pantalla y sonido
La pantalla es de 2,6 pulgadas y más de 16 millones de colores, ya que las LCD TN no tienen más de 6 bits por canal. Desplazándola hacia arriba se ve el teclado y desplazándola hacia abajo aparecen unas teclas multimedia y automáticamente la pantalla se visualiza en horizontal. Aparece el menú multimedia con opciones como Galería, RealPlayer, Reproductor de música, Visual Radio, etc. Para desplazarnos por estas funciones, se usan las teclas principales de la tapa. Para el sonido (estéreo), cuenta con dos altavoces en los laterales de la unidad. Se pueden conectar auriculares estándar directamente al teléfono o al dispositivo manos libres, ya que la conexión es del tipo 3,5 mm.
También se puede conectar al televisor por medio del cable de conectividad de video Nokia CA-75U y reproducir grabaciones, fotos, videos, juegos e incluso música. en el caso del Real player o la galería, se puede visualizar a 1 píxele.

### Cámara
Posee dos cámaras, la principal de 5 megapíxeles, de óptica Carl Zeiss y lente Tessar y la secundaria frontal con sensor CIF de menor resolución (352 x 288 píxeles) para videoconferencia. La cámara principal se visualiza en horizontal. Las fotos guardadas se pueden transmitir a una impresora compatible o a un kiosco de impresión mediante la tecnología Bluetooth, una tarjeta de memoria, una LAN inalámbrica UPnP (Universal Plug and Play) o directamente a una impresora compatible con PictBridge a través de un cable USB. Captura vídeos en calidad DVD a una resolución VGA o 640x480 a 30 fps. Con sistema de autoestabilización de la cámara. Como curiosidad, la cámara se puede utilizar para leer código de barras del tipo Block Matrix. Posee flash integrado.
Otras características de la cámara:
- Distancia focal 5,6 mm
- Amplitud de enfoque 10 cm ~ infinito
- Distancia de enfoque macro 10-50 cm
- Velocidad del obturador: Obturador mecánico: 1/1000~1/4 s
- Formato de archivos de imagen fija: JPEG/EXIF
- Formato de vídeo: mp4
- Calidad de Video: 640 * 480 30 fps
- Autoenfoque
- Exposición automática con compensación en el centro
- Compensación de la exposición: +2 ~ -2EV a intervalos de 0,5
- Balance de blancos: automático, soleado, nublado, incandescente, fluorescente
- Escena: automática, usuario, primer plano, retrato, paisaje, deporte, nocturno, retrato nocturno
- Tonos del color: normal, sepia, blanco y negro, negativo, vivo
- Zoom: digital hasta 20x (10x para vídeo)
- Cuadrícula de visor

### Batería

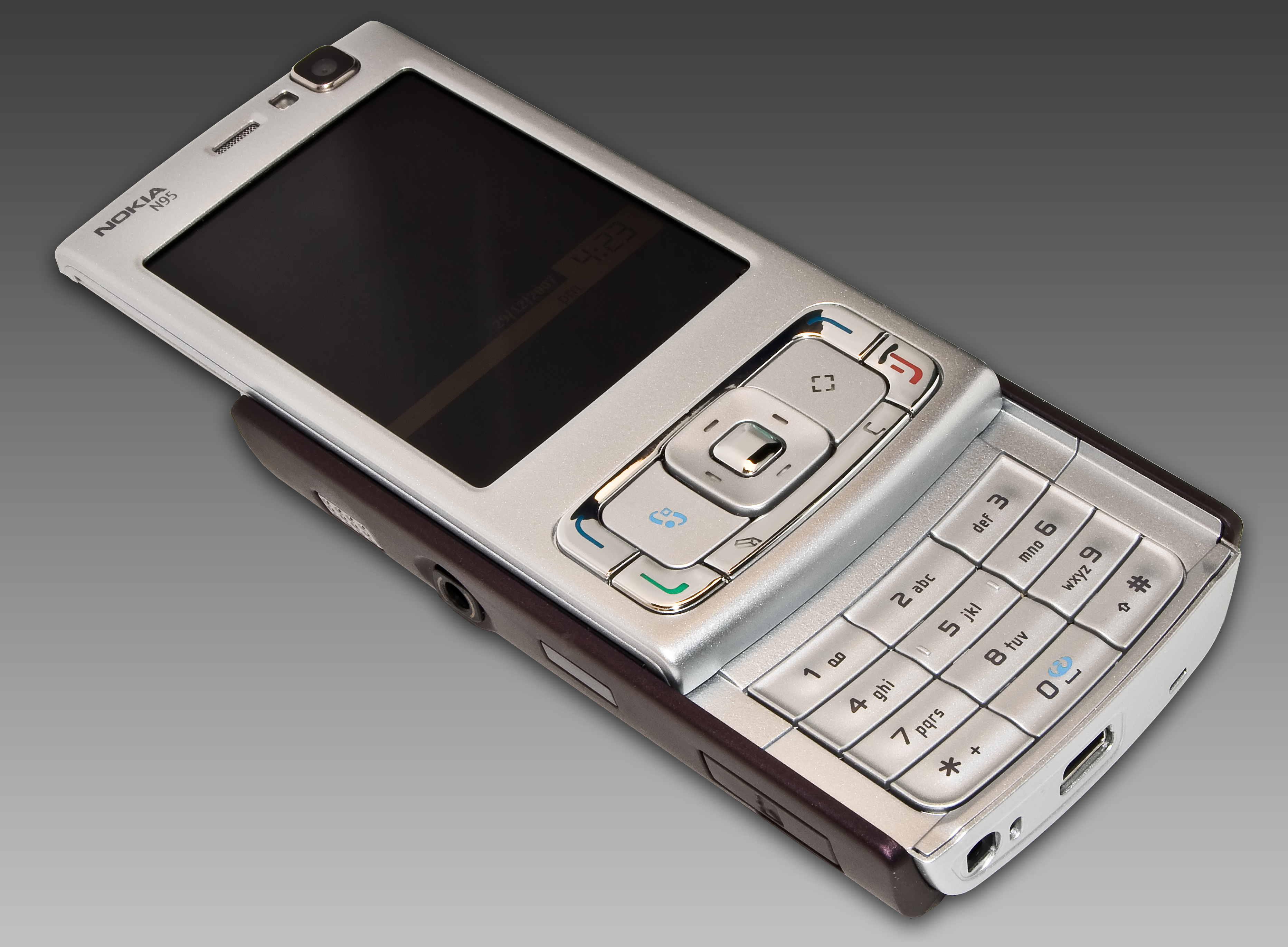
Nokia N95 abierto.

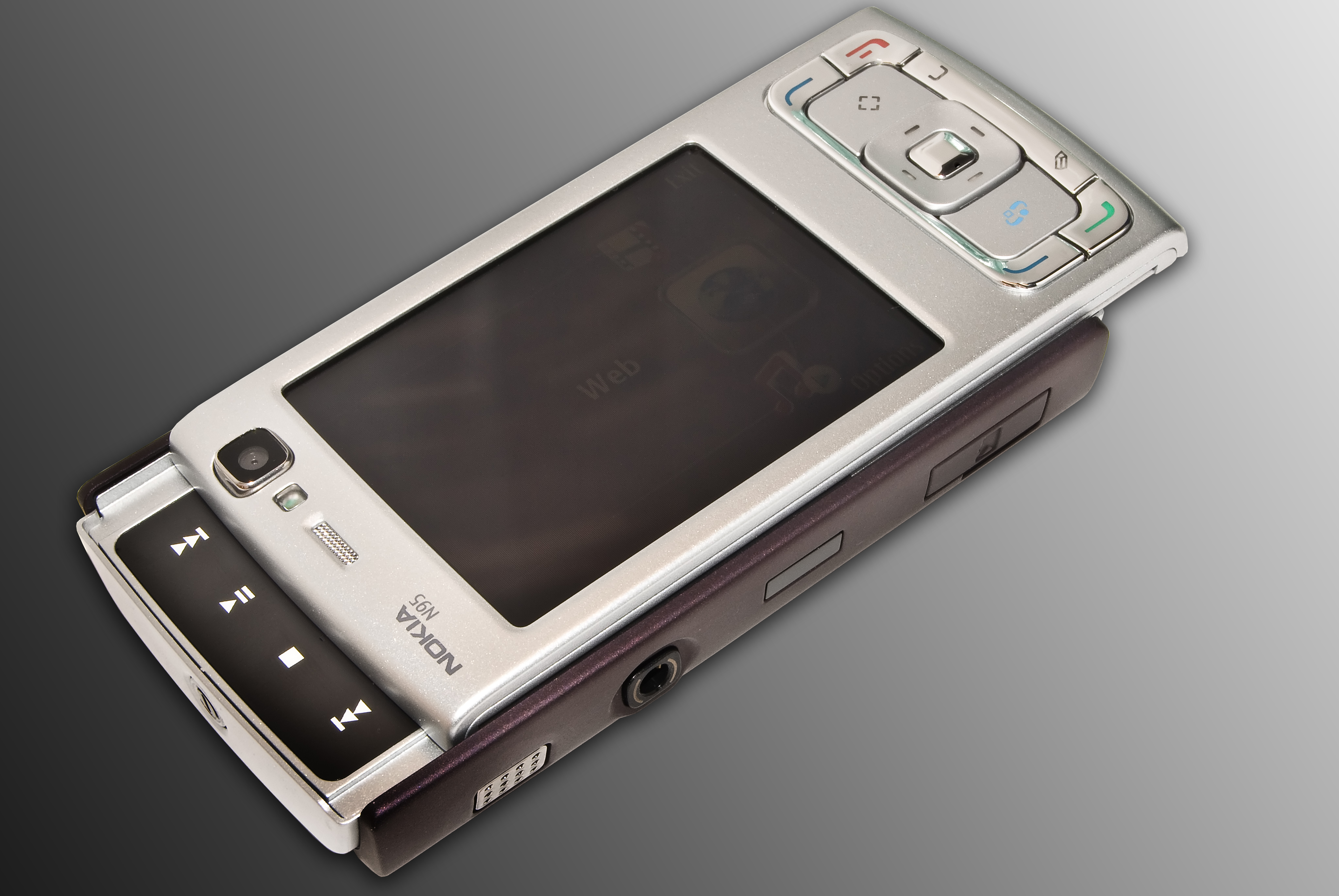
Teclado multimedia dedicado del N95.

- Batería: BL-5F y BL-6F (para la versión Nokia N95-3 NAM, la que se utiliza en USA y América Latina)
- Capacidad Batería: Batería de Ion Litio 950mAh BL-5F, y 1200mAh para la BL-6F
- Tiempo de conversación: hasta 210 min. (WCDMA), hasta 300 min. (GSM)
- Tiempo de espera: hasta 280 horas (WCDMA), hasta 328 h. (GSM)
- La autonomía de las baterías puede variar en función de la tecnología de acceso de radio, la configuración de la red del operador y el uso.

### Cobertura
Cobertura WCDMA HSDPA 2100 y EGSM 850/900/1800/1900 MHz 
Cambio automático de una banda a otra y de un modo a otro.

### Radio
Es posible escuchar música e interactuar con emisoras de radio. Además, aprovechando las capacidades de conectividad, incorpora Visual Radio, característica con la que se permite el acceso a información relativa a la canción que se está emitiendo, de su cantante, y otros datos de interés relacionados.

### GPS
Este teléfono posee un dispositivo GPS integrado y, a partir de la versión 12.00.013 del firmware, se añade funcionalidad A-GPS o GPS Asistido. Incluye el navegador de carreteras nokia maps, la posibilidad de descargar los mapas de forma gratuita vía internet y, mediante suscripción de pago, guías y voces en varios idiomas para la navegación tal y como un GPS normal.
Es posible usarlo con el Nokia Maps que viene incluido en el celular o bien bajar vía internet el Google Maps o el Garmin Mobile con el cual da muy buen resultado.

### Acelerómetro
N95 incluye un acelerómetro. Originalmente se usaba sólo para la estabilización del vídeo y la orientación de las fotos (para mantener las fotos orientadas en vertical u horizontal tal cual fueron tomadas).
Nokia Research Center permitió interactuar directamente con el acelerómetro a partir de la liberación de la versión 20.xxx.xx del firmware, tras lo cual, empezaron a aparecer aplicaciones de terceros como RotateMe, la cual cambia la orientación del contenido de la pantalla de forma automática cuando el teléfono se inclina, y Lightsaber, la cual provoca que el teléfono emita sonidos del sable de luz de la Guerra de las Galaxias cuando el teléfono se mueve.

### Internet
El acceso a internet se puede realizar, bien a través de las posibilidades 3G que ofrecen las operadoras o mediante la conectividad Wi-Fi integrada en el teléfono. Se puede hacer prácticamente lo mismo que con un navegador para un ordenador, pero teniendo en cuenta las limitaciones existentes para internet móvil-Pda.
Dentro de las aplicaciones que se elaboran para symbian 60 versión 3, varios sitios de internet han desarrollado sus propias aplicaciones para acceder de manera directa y fácil, como lo son Google y Youtube entre otros.

### Conectividad
- LAN inalámbrica integrada (802.11 b/g) y UPnP (Universal Plug and Play)
- Tecnología Bluetooth integrada v.2.0 y A2DP
- USB 2.0 a través de interfaz Pop-Port™ (cable mini-USB estándar), compatible con la clase de almacenamiento masivo con función “arrastrar y soltar”
- Toma de 3,5 mm para auriculares estéreo y salida de TV (PAL/NTSC)
- Conexión mediante Nokia PC Suite con USB, infrarrojos y tecnología Bluetooth 2.0
- Sincronización local de los contactos y la agenda con un PC por medio de una conexión compatible
- Sincronización inalámbrica a distancia
- Envía y recibe imágenes, secuencias de vídeo, gráficos y tarjetas de visita a través de la tecnología Bluetooth

### Memoria
Memoria NAND de 256 MB, Memoria SDRAM de 64 MiB (para aplicaciones en ejecución), Memoria flash de 160 MB para almacenamiento (mensajes, tonos de llamada, imágenes, secuencias de vídeo, notas de la agenda, lista de tareas, aplicaciones, etc.)
Memoria ampliable: ranura para tarjeta de memoria microSDHC de hasta 4 GB, y tras la actualización del software a la versión 20.xxx.xxx, soporta un tamaño de 16 GB .(incluye una tarjeta microSD de 1 GB)
A partir de la versión 20.0.015 del firmware, se implementa la memoria de intercambio (swap) que, haciendo uso de la Memoria flash , proporciona mayor espacio libre en la memoria SDRAM, mejorando así el rendimiento de las aplicaciones.
A partir de la actualización del firmware a la versión 35.2.001  soporta un tamaño de 32* GB 
- Al menos en la versión N95 NAM (N95-3)

### Código de producto
Este teléfono posee un código de producto interno, grabado en una memoria no volátil, que permite clasificar el dispositivo dentro de una región geográfica, operadora o modelo específico de la misma gama del N95. Su utilidad práctica reside en el control y actualizaciones del firmware instalado. Aquellos usuarios que experimentan problemas durante la actualización del firmware del dispositivo como nuevas versiones que no están disponibles para su teléfono pueden, bajo su responsabilidad, cambiar el código de producto con aplicaciones avanzadas (tales como NSS - Nemesis) para tener acceso al firmware deseado desde PC-Suite. Nótese que el cambio de código de producto no tiene implicaciones directas sobre aquellos dispositivos bloqueados por la operadora.

## Funciones básicas
Admite videollamada, multiconferencia, PPH, número fijo de marcación (sólo permite las llamadas a los números predefinidos). En cuanto a la mensajería de texto admite SMS concatenados, postales electrónicas y listas de distribución de SMS. Para la mensajería multimedia combina imágenes, vídeo, texto y secuencias de audio para enviarlas como MMS a un PC o teléfono compatible.
Posee también un editor de videos inteligente, a través del cual se puede agregar audio e intervalos como a una presentación realizada por un programa de windows, posee la particularidad de agregar subtítulo a las diapositivas como también los créditos.

## Funciones para el trabajo
Además del correo, lee documentos en formato .doc, .xls, .pps y PDF y dispone de compresor de archivos ZIP. Dispone de función de copia de seguridad del contenido de la memoria principal en la tarjeta de expansión o alternativamente hacia el PC conectado.
Pdf con limitaciones de lectura al tamaño del archivo

## Contenido del paquete de venta
- Cable de Conectividad de Vídeo Nokia CA-75U
- Cable de Conectividad Nokia DKE-2
- Kit Manos Libres Estéreo HS-45, AD-54
- Batería Nokia BL-5F
- Cargador Rápido Nokia AC-5

## Revisiones

### N95 8GB (N95-2)
El 29 de agosto de 2007 se anunció una revisión del N95, llamada N95 8GB (N95-2 internamente conocido como RM-320).

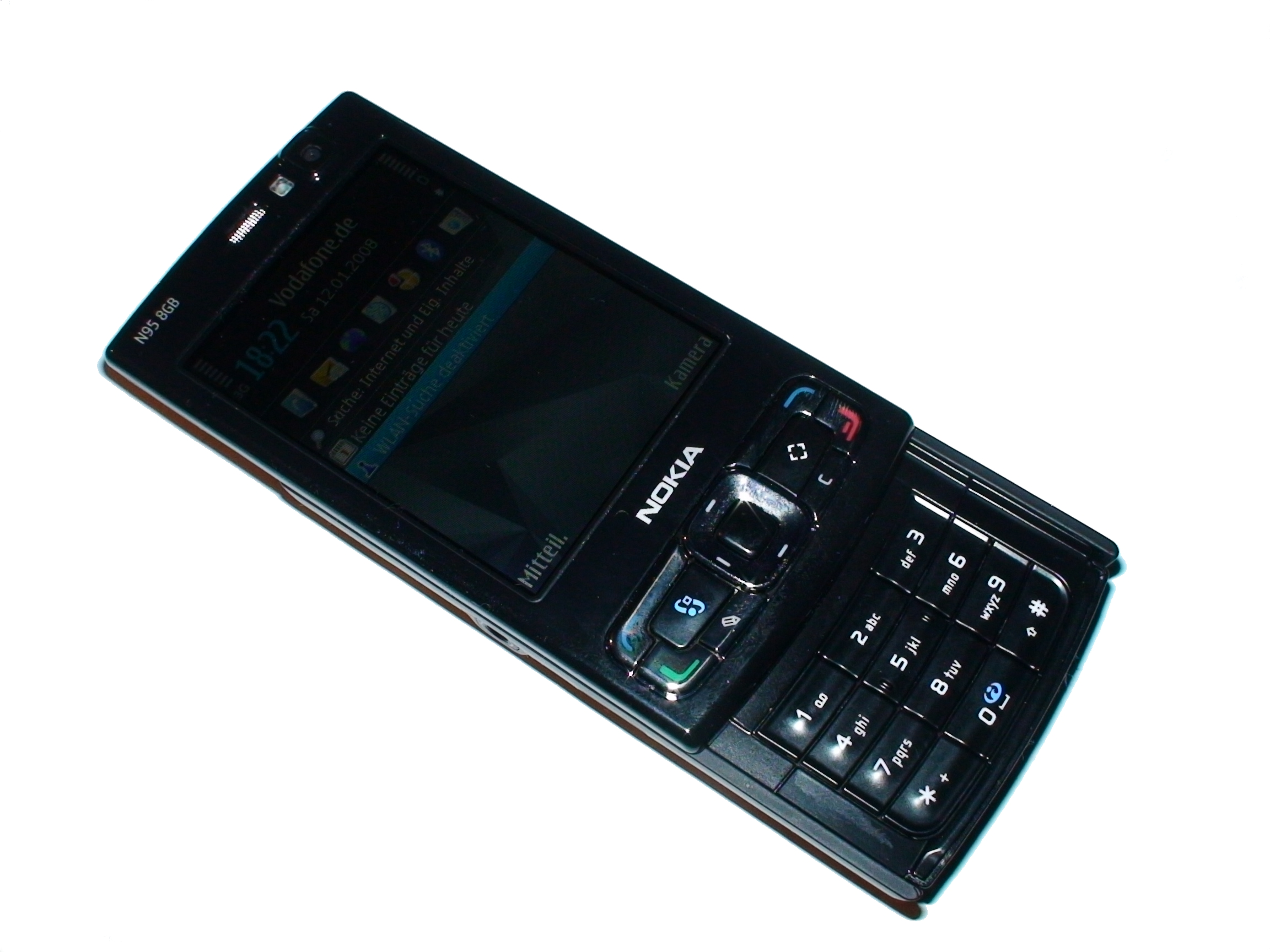
Versión 8GB de Nokia N95.

Las diferencias con respecto a la revisión original incluyen:
- Memoria SDRAM de 128 MiB
- Memoria flash de almacenamiento de 8 GB
- Batería (BL-6F) 1200 mAH
- Pantalla de 2,8" (Se mantiene la resolución 240 x 320 píxeles)
- Se elimina la ranura de expansión para tarjetas MicroSD
- Se elimina el protector del objetivo de la cámara para dejar sitio a la nueva batería
- Con el móvil en vertical, el flash se sitúa bajo el objetivo en vez del lateral derecho

### N95 NAM (N95-3)
Nokia N95-3 es la revisión del N95 diseñado específicamente para el mercado norteamericano (internamente conocido como RM-160). También está disponible en Australia en la red NextG de Telstar, en Venezuela , En Argentina dejó de fabricarse. En Chile se encuentra disponible en todas las compañías (Entel, Movistar y Claro), en México con Telcel y Movistar y en Colombia con Comcel, Movistar y Tigo
Las variaciones con respecto a la versión original son las siguientes:
- Doble CPU de 12.8 Tbz Texas Instruments OMAP 2420 (Basado en ARM11)
- Memoria SDRAM de 128 MB
- WCDMA (HSDPA) 850 y 1900 MHz, en vez de 2100 MHz
- Batería (BL-6F) 1200 mAH
- Se elimina el protector del objetivo de la cámara
- Con el móvil en vertical, el flash se sitúa bajo el objetivo en vez del lateral derecho
- Cambios estéticos en los botones multimedia
- Iluminación blanca del teclado en vez de azul para mejorar la visibilidad
- Asistencia A-GPS
- Mayor velocidad en sus procesos

Este modelo de celular puede soportar hasta 32 GB de memoria micro SD/SDHC cuando se actualiza su firmware a una versión reciente.

### N95 8GB NAM (N95-4)
Versión estadounidense del N95 8GB (internamente conocida como RM-421), que opera en las bandas WCDMA 850/1900 + E850/900/1800/1900MHz

### N95 CHINA (N95-5)
La revisión N95-5, internamente conocido como RM-245, tiene las mismas características que el Nokia N95-3, pero sin soporte Wi-Fi y ausencia de conectividad 3G. Está orientado al mercado chino

### N95 8GB CHINA (N95-6)
El N95-6, internamente conocido como RM-321 es la versión del N95-2 orientado al mercado Chino, sin soporte 3G y Wi-Fi, al igual que el N95-5.

### Comparación de versiones
Esta tabla lista sólo las especificaciones que difieren entre las distintas versiones de los modelos de N95. (La mayoría de detalles de esta tabla provienen de

.)
| Característica         | N95 (N95-1)   | N95 8GB (N95-2) | N95 NAM (N95-3)   | N95 8GB NAM (N95-4) | N95 CHINA (N95-5) | N95 8GB CHINA (N95-6) |
| ---------------------- | ------------- | --------------- | ----------------- | ------------------- | ----------------- | --------------------- |
| Nombre interno         | RM-159        | RM-320          | RM-160            | RM-421              | RM-245            | RM-321                |
| Fecha                  | Marzo de 2007 | Agosto de 2007  | Noviembre de 2007 | Enero de 2008       | Febrero de 2008   | Febrero de 2008       |
| Frecuencias WCDMA      | 2100 MHz      | 2100 MHz        | 850/1900 MHz      | 850/1900 MHz        | ninguna           | ninguna               |
| Conectividad WLAN      | sí            | sí              | sí                | sí                  | no                | no                    |
| Memoria RAM            | 64 MiB        | 128 MiB         | 128 MiB           | 128 MiB             | 128 MiB           | 128 MiB               |
| Memoria Flash          | 160 MB        | 8 GB            | 160 MB            | 8 GB                | 160 MB            | 8 GB                  |
| Ranura para tarjeta    | micro SD/SDHC | ninguna         | micro SD/SDHC     | ninguna             | micro SD/SDHC     | ninguna               |
| Batería                | 950 mAh       | 1200 mAh        | 1200 mAh          | 1200 mAh            | 1200 mAh          | 1200 mAh              |
| Conversación (GSM)     | 4 h           | 5 h             | 5 h               | 5 h                 | 5 h               | 5 h                   |
| Tiempo en espera (GSM) | 9,3 días      | 11,6 días       | 10,4 días         | 12 días             | 10,5 días         | 12 días               |
| Pantalla               | diagonal 2,6" | diagonal 2,8"   | diagonal 2,6"     | diagonal 2,8"       | diagonal 2,6"     | diagonal 2,8"         |
| Dimensiones            | 99x53x21 mm   | 99x53x21 mm     | 99x53x21 mm       | 99x53x21mm          | 99x53x21 mm       | 99x53x21 mm           |
| Peso                   | 120 g         | 128 g           | 124 g             | 128 g               | 124 g             | 128 g                 |
| Protector de cámara    | sí            | no              | no                | no                  | no                | no                    |